# 救急田
救急田（きゅうきゅうでん）とは、奈良時代から平安時代にかけて困窮者の救済費用を捻出するために設定された田地のこと。
「救急」とは難儀に遭った人を救うことで、現代では急病や怪我などに遭遇した人を救うことを指す場合が多いが、古代においては貧困や飢饉による飢餓に遭遇して命の危機に晒された人々を含んだ。『続日本紀』には延暦8年（789年）4月に朝廷が「救急」と称して凶作に遭った諸国に対して在庫の稲穀を安価で売り渡すように指示している。
救急田は救急の財源を確保するために諸国にある一定の田地（不輸租田）を農民に貸し与えて、その地子を救急の財源に充てた。類似のものもしくは実質同一の役割を果たしたものに賑給田がある。後に、田地に代わって一定の稲束を貸し付けてその利息を財源に充てる救急料が主となっていく。